# Wulingyuan
Wulingyuan (chiń. 武陵源, pinyin: Wǔlíng Yuán) - rezerwat przyrody w górach Wuling Shan w północno-zachodniej części chińskiej prowincji Hunan, w 1992 roku wpisany na listę światowego dziedzictwa UNESCO. Na jego terenie położone są miejscowości Zhangjiajie, Tianzishan i Souxiyu. 

## Opis
Krajobraz rezerwatu charakteryzuje się ostrymi wierzchołkami gór i kolumnami skalnymi. Górskie zbocza porośnięte są bujną, subtropikalną roślinnością. Występują tu liczne wodospady, wapienne jaskinie oraz wartkie strumienie i rzeki.  
Miejscowa ludność składa się z trzech grup etnicznych - Tujia, Miao i Bai, zachowuje odrębność kulturową i posługuje się własnymi językami.